# Reptilisocia solomonensis
Reptilisocia solomonensis is een vlinder in de onderfamilie Tortricinae van de familie bladrollers (Tortricidae). De wetenschappelijke naam is voor het eerst geldig gepubliceerd in 2012 door Józef Razowski.

## Type
- holotype: "female. 9.XI.1969. genitalia slide no. 32675"
- instituut: BMNH, Londen, Engeland
- typelocatie: "Solomon Islands, Guadalcanal, Popomanasiu Hunvalekama, 4400 ft"